# 232259 Georgelawrence
232259 Georgelawrence è un asteroide della fascia principale esterna. Scoperto nel 2002, presenta un'orbita caratterizzata da un semiasse maggiore pari a 3,121070 UA e da un'eccentricità di 0,215691, inclinata di 1,571034° rispetto all'eclittica.
George B. Lawrence è un controllore di volo americano della missione New Horizons della NASA.